# Croydon
Croydon (AFI: /ˈkrɔɪdən/, ) è un quartiere di Londra, capolouogo dell'omonimo borgo londinese, situato a 15,3 km a sud di Charing Cross.

È identificato, nel Piano di Londra, come uno dei quattordici centri metropolitani della Grande Londra.

## Geografia fisica
Il territorio di Croydon è segnato da un paesaggio variegato che passa dalle aree pianeggianti e densamente urbanizzate del nord, a un territorio sempre più collinare e verde man mano che ci si sposta verso sud e sud-est.
Il centro di Croydon si trova a un'altitudine compresa tra i 50 e i 70 m sul livello del mare, ma l'elevazione aumenta sensibilmente verso est e sud, con rilievi come le Addington Hills e Croham Hurst che raggiungono i 145 m, fino a toccare i 175 m nel Sanderstead Plantation, punto più alto del distretto; il punto più basso si trova invece a Broad Green, a circa 35 m.
L'area è situata a nord delle North Downs e nei pressi dell'antico tracciato del Pilgrims' Way, e presenta una netta distinzione tra i quartieri settentrionali, tipicamente urbani, e quelli meridionali e orientali, più collinari, alberati e residenziali.
Il territorio è inoltre attraversato dal fiume Wandle, affluente del Tamigi, che nasce a Croydon e scorre verso nord-ovest, segnando in parte i confini del borgo di Croydon con quelli di Sutton e Lambeth.

## Origini del nome

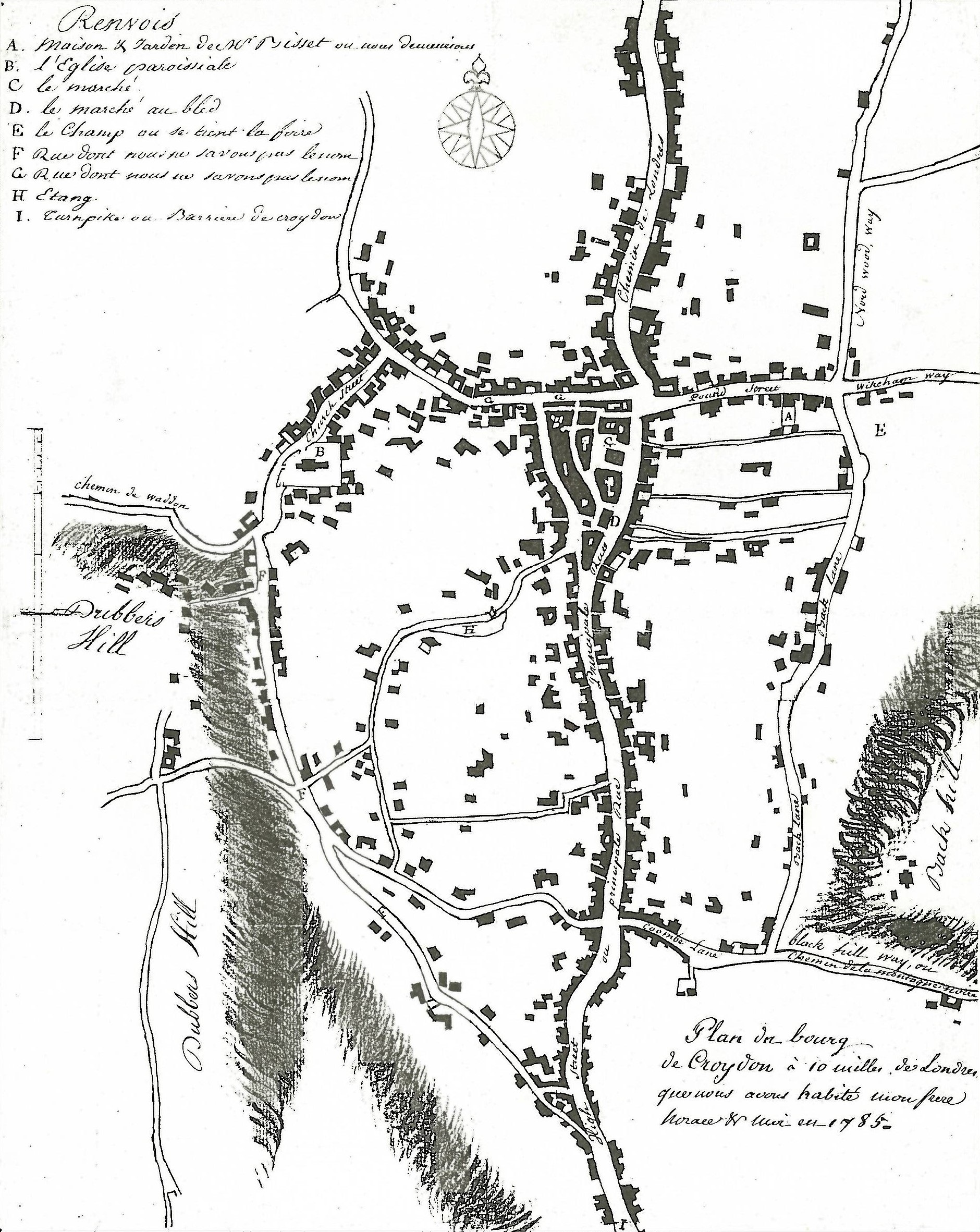
La più antica mappa dettagliata di Croydon fu disegnata nel 1785, all'età di diciotto anni, da Jean-Baptiste Say. L'insediamento originario di Croydon, comprensivo della chiesa parrocchiale (indicata con la lettera B), si trova a ovest; mentre il mercato medievale di forma triangolare, probabilmente associato alla concessione del diritto di mercato da parte dell'arcivescovo Kilwardby nel 1276, è chiaramente visibile più a est, sebbene a questa data risulti già colmato da edifici

Come la grande maggioranza dei toponimi della zona, il nome Croydon è di origine anglosassone. La teoria accettata dalla maggior parte dei filologi è che esso derivi dall'inglese antico croh, che significa "zafferano", e denu, ovvero "valle", a indicare che, come nel caso di Saffron Walden nell'Essex, Croydon fu un centro per la coltivazione dello zafferano.
Si è ipotizzato che tale coltivazione possa aver avuto luogo già in epoca romana, quando il croco da zafferano veniva presumibilmente coltivato per rifornire il mercato londinese, con particolare destinazione d'uso in campo medico, e in special modo per il trattamento della granulazione delle palpebre.
Sono state proposte derivazioni alternative, sebbene meno probabili. Andrew Coltee Ducarel suggerì che il nome potesse derivare dal francese antico per "collina calcarea". Tuttavia, John Corbet Anderson respinse questa ipotesi, osservando che il toponimo era già in uso almeno un secolo prima della conquista normanna, epoca in cui la lingua francese iniziò a essere comunemente impiegata in Inghilterra.
Lo stesso Anderson avanzò l'ipotesi che il nome potesse significare "valle tortuosa":
(J. Corbet Anderson, A Short Chronicle Concerning the Parish of Croydon in the County of Surrey)
Tuttavia, nel Surrey - parte del Regno del Wessex - non vi fu una duratura occupazione danese, e una nomenclatura di derivazione danese è pertanto altamente improbabile.
Più recentemente, David Bird, pur accettando la derivazione dal termine crocus, ha ipotizzato che questo potesse in realtà essere un nome proprio, Crocus. Egli suggerisce un legame familiare con Croco, documentato come re degli Alamanni, il quale avrebbe presumibilmente avuto un ruolo nella proclamazione di Costantino a imperatore a Eboracum, nel 306 d.C..

## Storia
Storicamente parte della contea del Surrey, al tempo della conquista normanna dell'Inghilterra, a Croydon vi erano una chiesa, un mulino e circa 365 abitanti, come registrato nel Domesday Book del 1086. Croydon è stata ampliata nel Medioevo diventando città di mercato, un centro per la produzione di carbone, conciaria e della birra.
La Surrey Iron Railway da Croydon a Wandsworth, inaugurata nel 1803, è stata la prima ferrovia pubblica del mondo. La costruzione delle ferrovie alla fine del XIX secolo ha facilitato lo sviluppo di Croydon come città dormitorio di Londra (compresa la Città di Londra). All'inizio del XX secolo, Croydon è diventata un'importante area industriale, conosciuta per la produzione automobilistica, la lavorazione dei metalli e per il suo aeroporto.
Verso la metà del XX secolo questi settori sono stati sostituiti dal commercio al dettaglio e dall'economia dei servizi, in conseguenza di una massiccia riqualificazione che ha comportato la costruzione di edifici adibiti a uffici e del Whitgift Centre, per molti decenni, fino al 2008, il più grande centro commerciale di Londra.

## Geografia antropica
Il centro di Croydon è delimitato da Waddon, situato immediatamente a sud-ovest del centro di Croydon. A ovest, all'interno del borgo di Sutton, si trova Beddington. A nord si estendono i quartieri di Broad Green, Thornton Heath e Selhurst. A sud si trovano Purley e Sanderstead. A est si trovano Addiscombe e Shirley.
Il quartiere di Croydon comprende le seguenti località: East Croydon, Fairfield, Mid Croydon, Old Town, South Croydon (comprendente South End) e West Croydon.

## Infrastrutture e trasporti

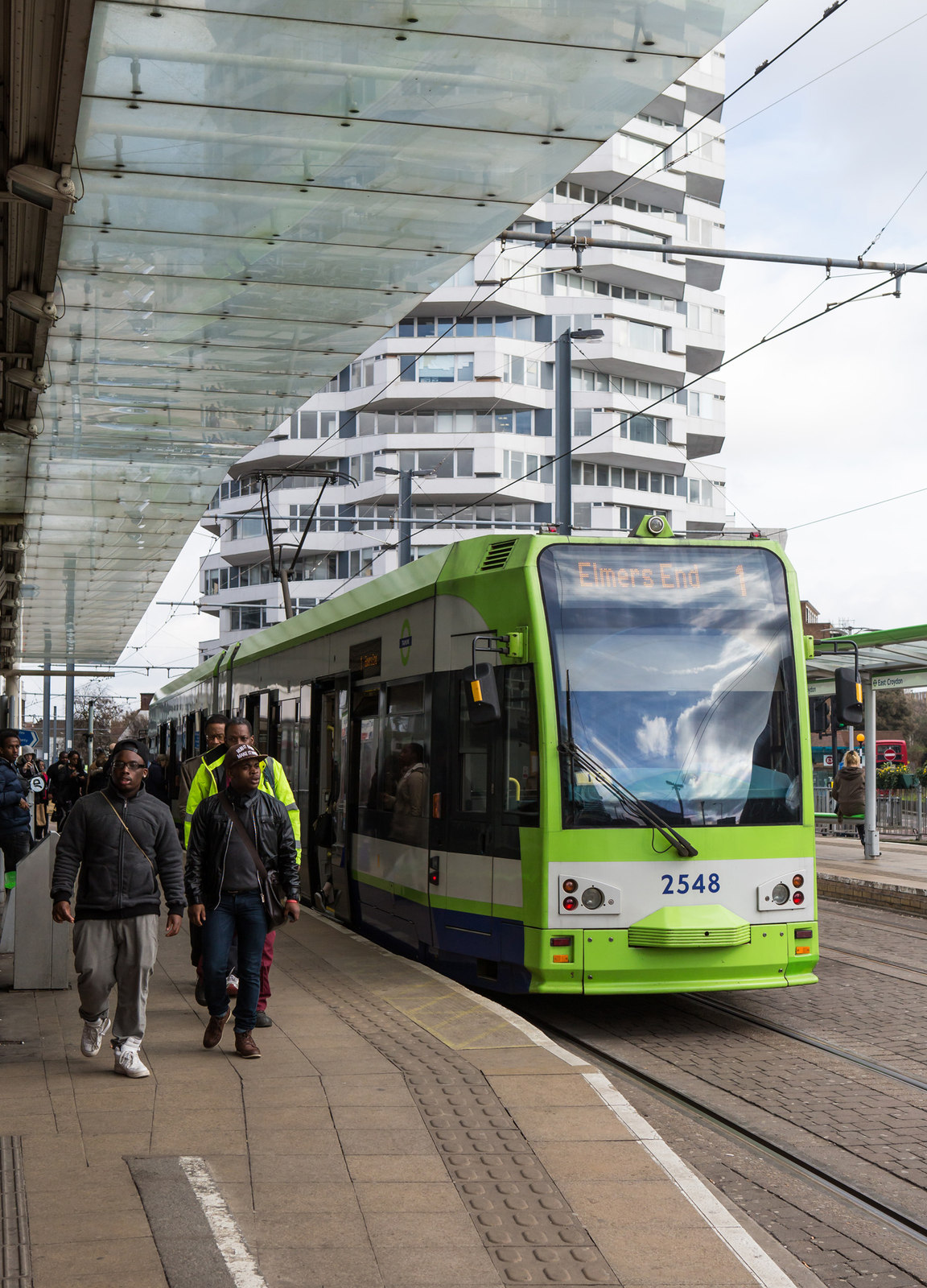
Tram in transito presso la stazione di East Croydon

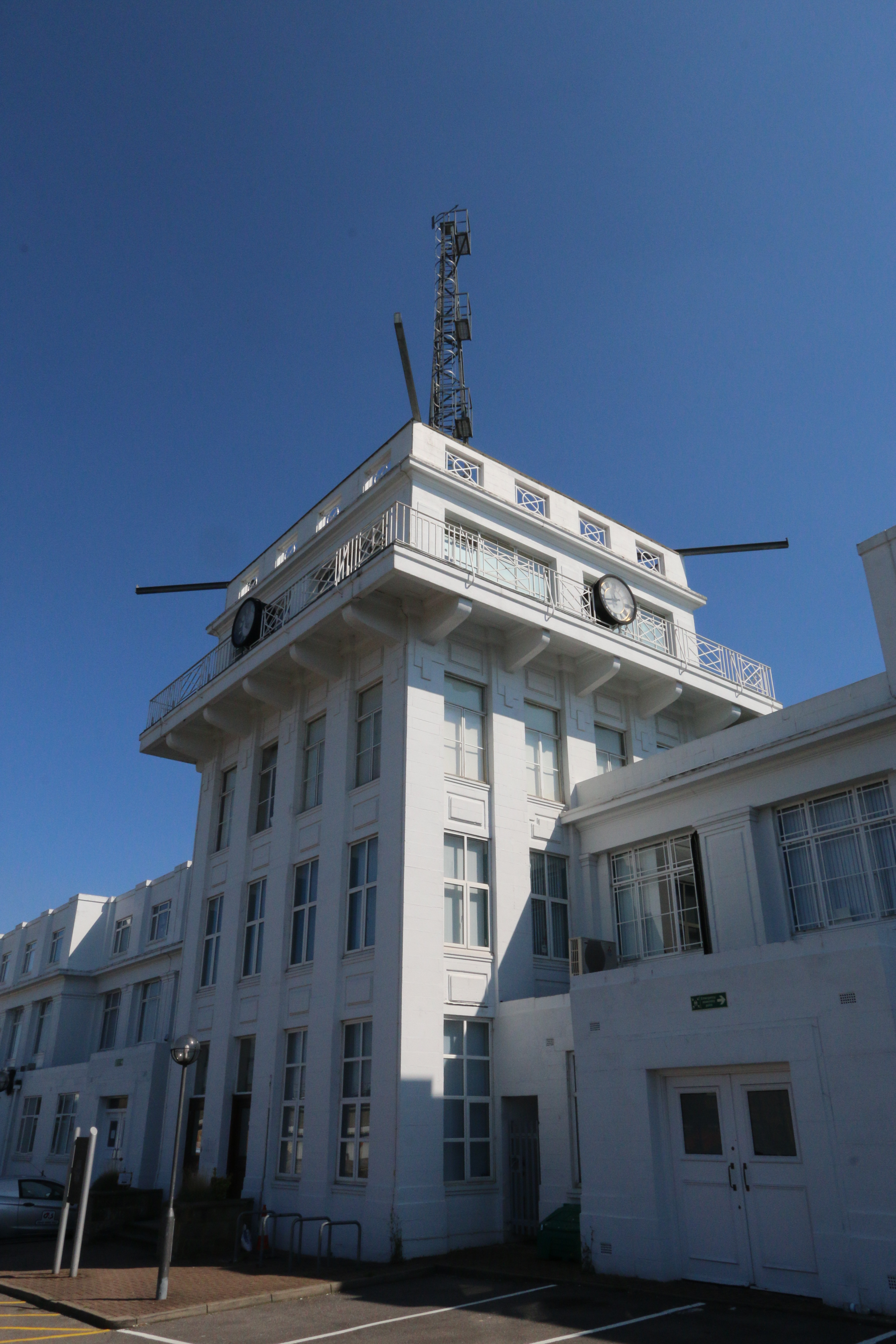
La torre di controllo e l'aerostazione dell'ex aeroporto di Croydon. Oggi l'edificio è tutelato come bene di interesse storico e ospita il Croydon Airport Visitor Centre.

### Strade
Croydon rappresenta un nodo viario di rilievo nel sud di Londra, situato su un importante asse di comunicazione tra il centro della capitale e la costa meridionale dell'Inghilterra. La strada A23, che nel territorio assume i nomi di Purley Road e Brighton Road, collega Croydon direttamente con il centro di Londra a nord e con Brighton a sud. La A22 connette inoltre Purley e la parte meridionale di Croydon con l'autostrada M25 e Eastbourne. La A232 attraversa il territorio in direzione est-ovest, facilitando i collegamenti tra le aree residenziali e commerciali e la vicina Sutton. La Wellesley Road, parte della A212, costituisce un importante percorso longitudinale nel centro cittadino, collegando il centro con i quartieri meridionali e le zone periferiche.
La rete stradale locale è integrata da numerose vie secondarie e tangenziali che agevolano la mobilità interna e l'accesso alla rete autostradale.
Tuttavia, il traffico veicolare è stato in gran parte deviato dal centro storico, che è stato pedonalizzato per favorire la mobilità pedonale e ridurre la congestione.

### Ferrovie
- London Overground: stazione di West Croydon

Croydon è servita dalle stazioni ferroviarie di East Croydon, South Croydon e West Croydon.
East Croydon e South Croydon si trovano lungo la ferrovia Londra-Brighton sono servite da Govia Thameslink Railway, che opera sotto i marchi Southern e Thameslink.
West Croydon, invece, si trova lungo la ferrovia Norwood-Sutton ed è servita dai servizi della linea Windrush della London Overground e della Southern.
La stazione più grande e trafficata delle tre è East Croydon, sebbene West Croydon sia situata più vicino al principale quartiere commerciale di Croydon.

### Mobilità urbana
Il sistema tranviario Tramlink, inaugurato nel 2000, ha il suo principale snodo a Croydon, da cui si diramano due linee principali: una collega Elmers End o Beckenham con Wimbledon, l'altra unisce New Addington a West Croydon, con tutte le corse che transitano attraverso un anello nel centro cittadino.
Numerose linee di autobus, gestite da vari operatori per conto di London Buses, collegano Croydon ai quartieri limitrofi.

### Aeroporti
L'aeroporto di Croydon fu operativo dal 1921 al 1959 ed ebbe un ruolo pionieristico nella storia dell'aviazione civile britannica. Durante il periodo tra le due guerre mondiali, fu il principale scalo aeroportuale del Regno Unito e, per un certo periodo, il solo aeroporto internazionale del Paese, svolgendo un ruolo centrale nei primi collegamenti aerei commerciali tra Londra e le capitali europee. Con lo scoppio della seconda guerra mondiale, lo scalo fu convertito in aerodromo militare della Royal Air Force, per poi tornare all'uso civile nel 1946.
Col tempo divenne evidente che, con i progressi tecnologici, gli aerei di linea del dopoguerra sarebbero stati più grandi e l'uso degli aeroporti delle capitali si sarebbe intensificato. L'aeroporto di Croydon, privo di spazio per un'ulteriore espansione, si rivelò rapidamente inadatto a soddisfare la crescente domanda. Per questo motivo, nel 1952 fu presa la decisione di designare Heathrow come principale aeroporto di Londra e di procedere con la chiusura di Croydon. L'ultimo volo di linea da Croydon partì il 30 settembre 1959, segnando la fine dell'attività operativa dello scalo.